# Theodor Philipsen

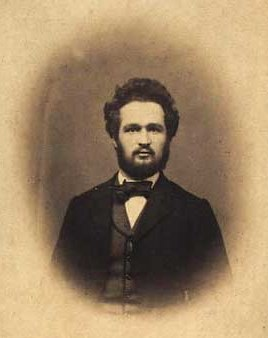
Theodor Philipsen

Theodor Esbern Philipsen (Kopenhagen, 10 juni 1840 - aldaar, 3 maart 1920) was een Deens kunstschilder. Hij wordt gerekend tot het impressionisme, met een naturalistische basis.

## Leven en werk
Philipsen groeide op in een familie waar culturele ontwikkeling sterk werd gestimuleerd. Hij studeerde van 1862 tot 1869 aan de Koninklijke Deense Kunstacademie, onder de realistische genreschilder Frederik Vermehren, die zijn stijl sterk zou beïnvloeden. Hij toonde zich bijzonder geïnteresseerd in de zeventiende-eeuwse Hollandse dier- en landschapsschilderkunst, hetgeen bepalend zou blijken voor de thematische keuzes in zijn verdere carrière. Tijdens enkele verblijven in Frankrijk, waarbij hij samen met Laurits Tuxen in 1875-1878 enige tijd werkte in het atelier van Léon Bonnat, ontstond een grote interesse in het werk van de School van Barbizon en het impressionisme. In 1882 reisde hij met de Belgische kunstschilder Rémy Cogghe naar Spanje, Tunis en Rome. Zijn interesse in het impressionisme werd verder versterkt toen hij in de winter van 1884-1885 samenwerkte met Paul Gauguin, die hij in Kopenhagen had ontmoet. Van deze leerde hij vooral het gebruik van kleine penselen en korte divisionistische belijningen, zoals Gauguin die in die periode ook gebruikte in werken als Les toits bleus. 
In het midden van de jaren 1880 vestigde Philipsen zich definitief in Denemarken, waar hij zich ontwikkelde tot een de meest prominente impressionistische landschapsschilder van zijn land. Zijn naam zou voor altijd verbonden blijven met de eilanden Saltholm en Amager, waar hij werkte. Hij maakte vooral lichte landschappen, vaak met dieren, nooit spectaculair maar altijd rust uitstralend. Zijn werk is vlot geschilderd, met veel aandacht voor lichtinval, zachte kleuren, met een naturalistische inslag.
Philipsen overleed in 1920, bijna 80 jaar oud. Zijn werk is onder andere te zien in vrijwel alle grote Deense musea, waaronder het Statens Museum for Kunst, de Hirschsprungske Samling, de Ordrupgaard en de Ny Carlsberg Glyptotek, alle te Kopenhagen.

## Galerij

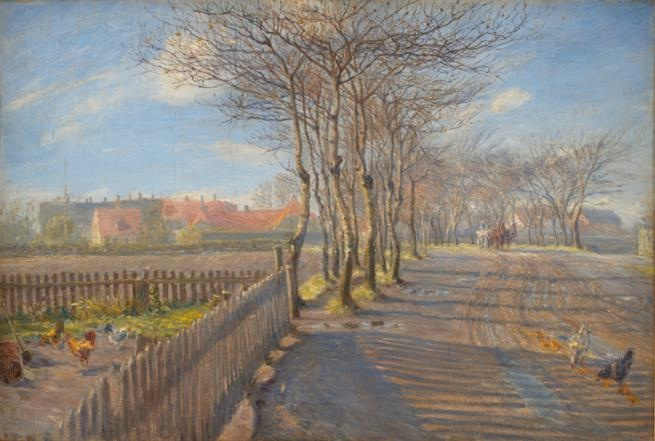
Laan in Kastrup
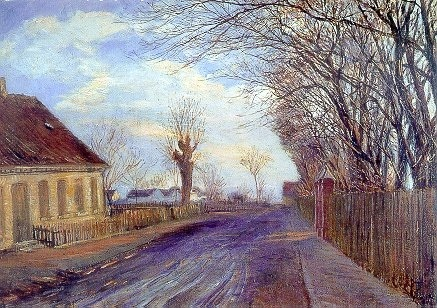
Weg in Kastrup
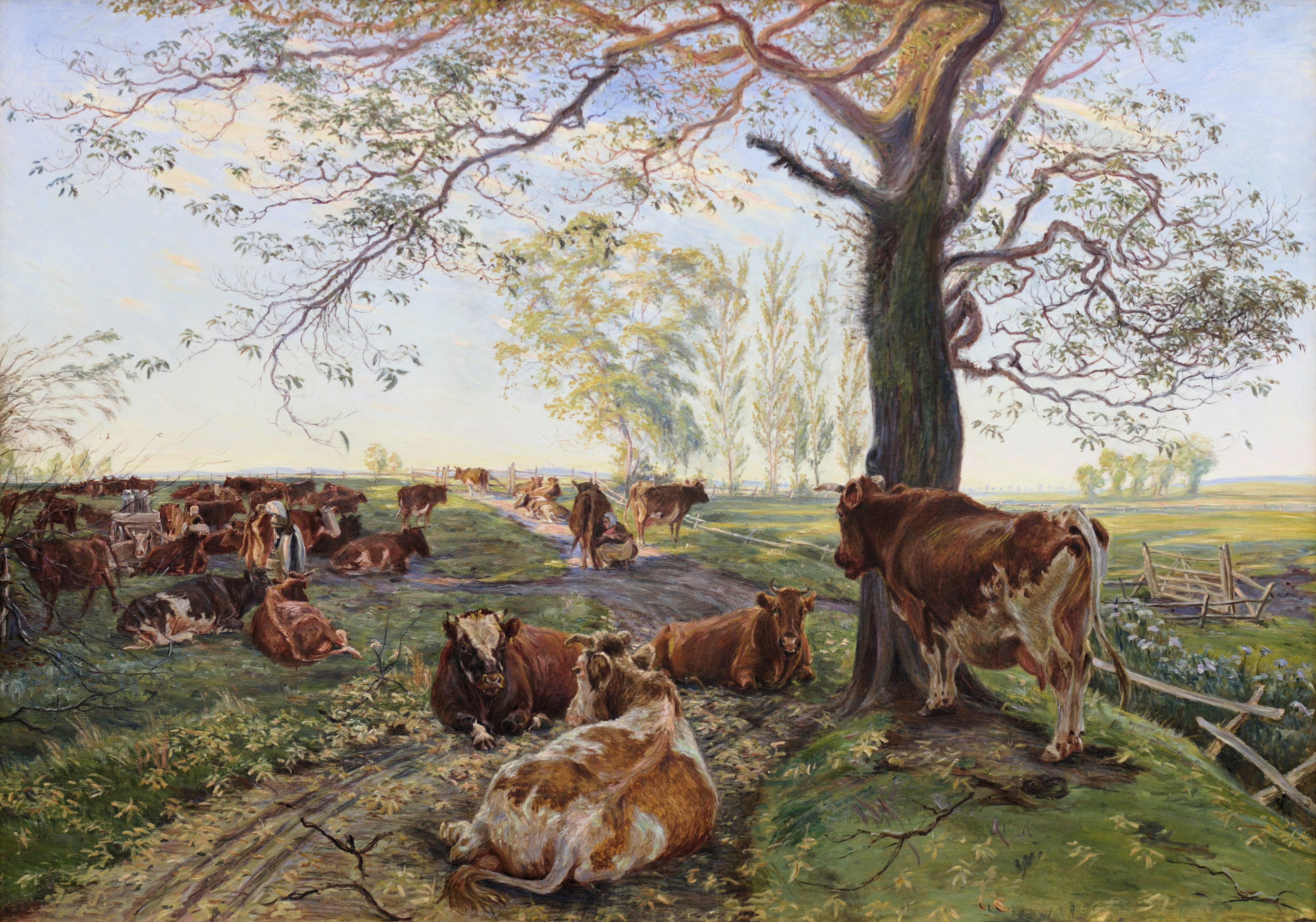
Melkplaats in Dyrehavegård
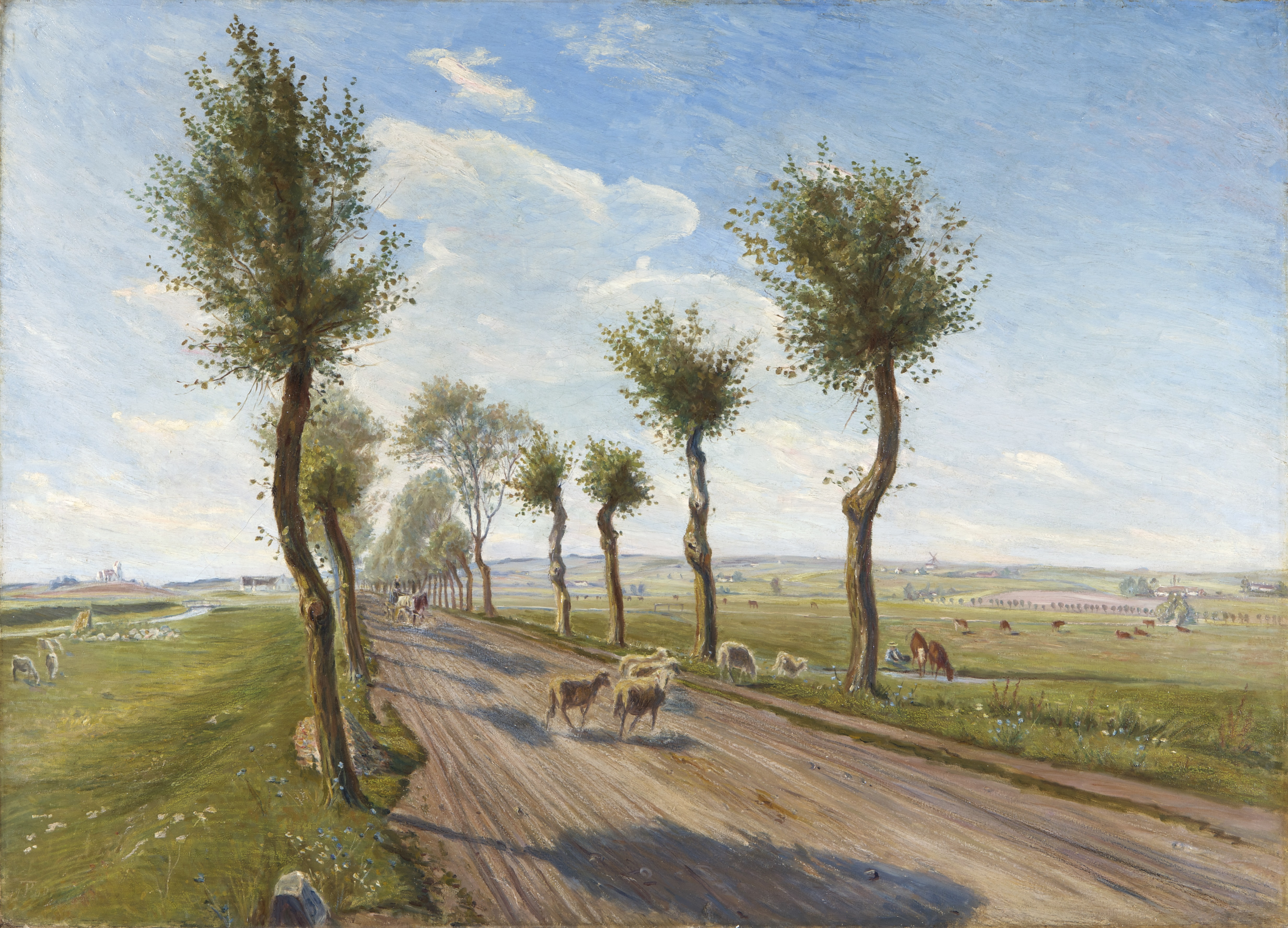
Landweg bij Faarevejle
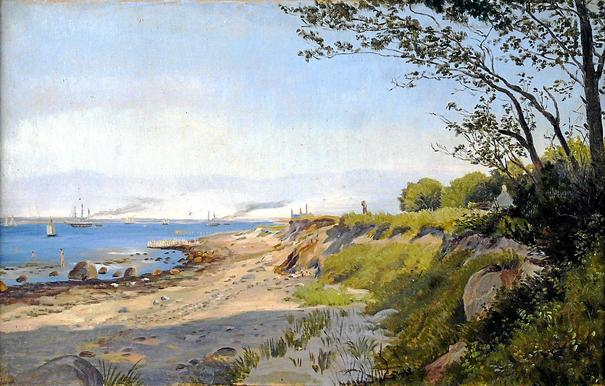
Uitzicht bij Julebæk